# Rieker
Rieker este un concern elvețian profilat pe producția de încălțăminte.
Deține linii de producție în Germania, SUA, Elveția, Canada, Portugalia, Polonia, Slovacia, India, Pakistan, Maroc și România.

## Rieker în România
Compania este prezentă în România din 1998, până în 2002 investind 25 milioane de euro în hale și utilaje.
În anul 2002, firma producea 15.000 perechi de încălțăminte pe zi, în special pentru export, în cele două fabrici din Lugoj și Făget
Număr de angajați:
- 2002: 2.000 [1]
- 2001: 1.200 [2]

Cifra de afaceri în 2011: 79,7 milioane euro 